# Chionaema punctistrigosa
Chionaema punctistrigosa là một loài bướm đêm thuộc phân họ Arctiinae, họ Erebidae.